# Панкова, Татьяна Петровна
Татья́на Петро́вна Панко́ва (1917—2011) — советская и российская актриса театра и кино. Народная артистка РСФСР (1984) .

## Биография
Татьяна Панкова родилась в семье инженера Петра Ильича Панкова (1881 — ?) и математика Зинаиды Андреевны Чижовой (1898 — ?) 9 января 1917 года (27 декабря 1916 года по старому стилю, хотя иногда в литературе встречается дата 27 декабря 1917 года по новому стилю). В семье было четверо детей: два брата и две сестры, все они связали свою жизнь с театром. 
- Брат — Василий Петрович (1915 — 1941), первым вышел на театральную сцену и пристрастил всех младших. Был актёром БДТ, затем театра Балтфлота. Погиб в августе 1941 года на корабле в Балтийском море.
- Брат — Павел Петрович (1922 — 1978), заслуженный артист РСФСР, актёр БДТ, снимался в кино.
- Сестра — Нина Петровна (1923 —  2006), актриса БДТ, преподавала в ГИТИСе.

Татьяна в школе увлекалась математикой, а о театре не помышляла, хотя очень любила его и играла в школьной самодеятельности. Причиной было отрицательное отношение отца к «несерьёзной» профессии актёра. Поэтому, окончив среднюю школу, Татьяна поступила в Ленинградский университет, на физико-математический факультет, через год — перевелась на физико-металлургический факультет Ленинградского политехнического института, который и окончила в 1939 году.
В 1939 году Татьяна приехала в Москву и поступила в Высшее театральное училище им. М. С. Щепкина. Училась на курсе К. А. Зубова и А. П. Грузинского.
В годы Великой Отечественной войны Малый театр и училище были эвакуированы в Челябинск. Татьяна Петровна принимала участие в работе фронтовых бригад, которые ездили с концертами и спектаклями по воинским частям действующей армии. С 1943 года актриса Малого театра.
В Малом театре занимала гримуборную В. Н. Пашенной и Е. Н. Гоголевой.
Татьяна Петровна Панкова скончалась 9 июля 2011 года. Похоронена в Москве на Введенском кладбище (25 участок).

## Личная жизнь
- Первый муж — Борис Шляпников (? — 1941), артист БДТ. Брак оформлен был до совершеннолетия Т. Панковой. Муж погиб вместе со старшим братом Т. Панковой в августе 1941 года на корабле в Балтийском море.
- Второй муж — Константин Назаров (1921 — ?), артист. Начинал играть на сцене Малого театра, затем был актёром Театра юного зрителя, снимался в кино.
- Третий муж — Олег Михайлович Агарков (1916—1987)[4], заслуженный деятель искусств РСФСР, кандидат искусствоведческих наук, профессор Института им. Гнесиных, руководитель и дирижёр Оперной студии, дирижёр камерного оркестра института.

Детей не было.

## Признание и награды
- народная артистка РСФСР (1984)
- заслуженная артистка РСФСР (1966)[5]
- орден «За заслуги перед Отечеством» IV степени (25.11.2006) — за большой вклад в развитие театрального искусства и многолетнюю творческую деятельность[6]
- орден Почёта (21.09.1998) — за заслуги перед государством, большой вклад в укрепление дружбы и сотрудничества между народами, многолетнюю плодотворную деятельность в области культуры и искусства[7]
- Два ордена «Знак Почёта» (26.10.1949[8]; 04.11.1974)
- медаль «За оборону Советского Заполярья»
- медаль «За победу над Германией в Великой Отечественной войне 1941—1945 гг.»
- медаль «За доблестный труд в Великой Отечественной войне»
- медаль «Ветеран труда» (1984)
- медаль «В память 800-летия Москвы» (1948)
- медаль «В память 850-летия Москвы» (1997)
- медаль Жукова (1996)[9]
- I премия на Московском смотре фронтовых театров за роль Арины Федотовны в спектакле «Не в свои сани не садись»[10]

## Творчество

### Роли в театре
- «Отечественная война 1812 года» по роману Льва Толстого «Война и мир» — Василиса
- 1945 — «Иван Грозный» А. Н. Толстого — женщина в толпе
- 1945 — «Бешеные деньги» А. Н. Островского — купчиха
- 1945 — «Сотворение мира» Н. Ф. Погодина — Семёновна
- 1946 — «Мисс Гоббс» Д. К. Джерома — мисс Абэй
- 1946 — «Мещане» М. Горького — Степанида
- 1946 — «Стакан воды» Э. Скриба — фрейлина
- 1948 — «Пигмалион» Б. Шоу — миссис Пирс
- 1948 — «Великая сила» Б. С. Ромашова — билетёрша
- 1948 — «Рюи Блаз» В. Гюго — дуэнья
- 1949 — «Ревизор» Н. В. Гоголя. Режиссёр: Вениамин Цыганков — Февронья Петровна Пошлёпкина[11]
- 1950 — «Снегурочка» А. Н. Островского — Бобылиха
- 1950 — «Бесприданница» А. Н. Островского — Цыганка
- 1950 — «Евгения Гранде» О. де Бальзака — Нанетта
- 1951 — «Настя Колосова» В. Овечкина — Луша
- 1951 — «Живой труп» Л. Н. Толстого — Настасья Ивановна
- 1954 — «Иван Рыбаков» В. Гусева — Тетя Катя
- 1955 — «Крылья» А. Е. Корнейчука — Колхозница
- 1955 — «Макбет» У. Шекспира — 2-я ведьма и Катарина
- 1956, 1965 — «Доктор философии» Б. Нушича — Сойка
- 1956 — «Крылья» А. Е. Корнейчука — Вишневая
- 1956 — «Доктор философии» Б. Нушича — Г-жа Спасоевич
- 1956 — «Горе от ума» А. С. Грибоедова — Гостья на балу
- 1957 — «Вечный источник» Д. Зорина — Марфа Плаксиха
- 1957 — «Проданная колыбельная» Х. Лакснеса — Корреспондент
- 1958 — «Село Степанчиково и его обитатели» по повести Ф. М. Достоевского — Приживалка
- 1958 — «Власть тьмы» Л. Н. Толстого — Баба
- 1958 — «Ярмарка тщеславия» У. Теккерея — Тинкер
- 1959 — «Веер леди Уиндермиер» О. Уайльда — Леди на балу
- 1959 — «Доходное место» А. Н. Островского — Кукушкина
- 1959 — «Веер леди Уиндермиер» О. Уайльда — Миссис Каупер
- 1959 — «Свои люди — сочтемся» А. Н. Островского — Фоминишна
- 1960 — «Неравный бой» В. С. Розова — Соседка
- 1961 — «Власть тьмы» Л. Н. Толстого — Матрёна
- 1962 — «Гроза» А. Н. Островского — Кабаниха
- 1963 — «Бабьи сплетни» К. Гольдони — Элеонора
- 1964 — «Главная роль» С. Алешина — Нюша
- 1964 — «Светит, да не греет» А. Н. Островскогои Н. А. Соловьёва — Степанида
- 1964 — «Украли консула» Г. Мдивани — Тетя Жанна
- 1965 — «Рождество в доме синьора Купьелло» Э. де Филлипо — Кармелла
- 1966 — «Ревизор» Н. В. Гоголя — Пошлепкина
- 1968 — «Старик» М. Горького — Захаровна
- 1970 — «Человек и глобус» В. Лаврентьева — Прасковья Михайловна
- 1970 — «Растеряева улица» по Г. Успенскому — Балканиха
- 1972 — «Самый последний день» Б. Л. Васильева — Мария Тихоновна
- 1973 — «Правда — хорошо, а счастье лучше» А. Н. Островского — Зыбкина
- 1975 — «Касатка» А. Н. Толстого — Долгова
- 1975 — «Горе от ума» А. С. Грибоедова — Хлёстова
- 1976 — «Так и будет» К. М. Симонова — Тетя Саша
- 1976 — «Беседы при ясной луне» по В. Шукшину — Ольга Малышева
- 1976 — «Униженные и оскорбленные» по Ф.М. Достоевскому — Бубнова
- 1977 — «Царь Федор Иоаннович» А. К. Толстого — Василиса Волохова
- 1977 — «Любовь Яровая» К. А. Тренёва. Режиссёр: Пётр Фоменко — Елена Горностаева[12]
- 1978 — «Мамуре» Ж. Сармана — Элоиза
- 1980 — «Женитьба Бальзаминова» А. Н. Островского — Красавина
- 1981 — «Каменный цветок» П. Бажова — Вихориха
- 1982 — «Ивушка неплакучая» М. Алексеева — Авдотья Степановна
- 1983 — «Утренняя фея» А. Касоны — Тельба
- 1984 — «Мой любимый клоун» В. Б. Ливанова — Врач
- 1984 — «Живой труп» Л. Н. Толстого — Настасья Ивановна
- 1985 — «Федра» Ж. Расина — Энона
- 1987 — «Сон о белых горах» В. П. Астафьева — Мозглякова
- 1987 — «Холопы» П. П. Гнедича — Евсевна
- 1989 — «Доходное место» А. Н. Островского Кукушкина
- 1990 — «Князь Серебряный» А. К. Толстого Онуфриевна
- 1991 — «Кетхен из Хайльбронна» Г. Клейста Кунигунда фон Турнек
- 1993 — «Не было ни гроша, да вдруг алтын» А. Н. Островского Епишкина
- 1994 — «Волки и овцы» А. Н. Островского — Анфуса Тихоновна
- 1997 — «Свадьба Кречинского» по пьесе А.В. Сухово-Кобылина Атуева
- 1998 — «Воскресение» Л. Н. Толстого Кораблёва
- 1998 — «Король Густав Васа» А. Стриндберга Эбба Карлсдоттер
- 2000 — «Горе от ума» А. С. Грибоедова — княгиня Тугоуховская
- 2001 — «Иванов» А. П. Чехова Авдотья Назаровна
- 2002 — «На всякого мудреца довольно простоты» А. Н. Островского Манефа

### Роли в кино
- 1945 — Иван Грозный — Ефросинья Старицкая (в сохранившемся, но не попавшем в фильм материале)
- 1954 — Анна на шее — Аграфена Семёновна, портниха
- 1955 — Княжна Мери — дама с бородавкой
- 1956 — Медовый месяц — Анна Терентьевна, тётя Люды
- 1957 — Екатерина Воронина — женщина в театре
- 1958 — Чудотворец из Бирюлёва — портниха
- 1960 — Евгения Гранде — Нанетта
- 1961 — Иван Рыбаков — тётя Катя
- 1962 — Мы вас любим — член художественного совета
- 1963 — День счастья — эпизод (нет в титрах)
- 1963 — Два воскресенья — Мария Феоктистовна Смирнова, заведующая сберкассой в Радиозаводске
- 1965 — Фантазёры — продавщица мороженого
- 1966 — По тонкому льду — Кулькова, старуха-баптистка
- 1967 — Твой современник — тётя Дуся
- 1967 — Северный свет (фильм-спектакль) — мисс Моффат, секретарша Генри Пейджа
- 1967 — Случай в гостинице (фильм-спектакль) — пани Зося, заведующая гостиницей
- 1967 — Софья Перовская — тюремная надзирательница
- 1967 — Татьянин день — квартирная хозяйка (нет в титрах)
- 1967 — Твой современник (фильм-спектакль) — тётя Дуся, соседка Кати Чулковой
- 1969 — Бедность не порок (фильм-спектакль) — Арина, нянька Любови Гордеевны
- 1969 — К новым берегам (фильм-спектакль) — сваха в опере «Женитьба» (поёт Анна Матюшина)
- 1970 — Мой друг (фильм-спектакль) — Софья
- 1970 — Хуторок в степи — мадам Стороженко
- 1972 — Нравы Растеряевой улицы (фильм-спектакль) — эпизод
- 1972 — Светит, да не греет (фильм-спектакль) — Степанида
- 1973 — Рождество в доме синьора Купьелло (фильм-спектакль) — эпизод
- 1973 — Самый последний день (фильм-спектакль) — Мария Тихоновна Лукошина
- 1974 — Старик (фильм-спектакль) — нянька Захаровна
- 1975 — Звезда пленительного счастья — Анненкова-мать
- 1975 — Мальчик и лось — женщина в толпе зевак
- 1976 — Ярмарка тщеславия (фильм-спектакль) — Тинкер, экономка
- 1977 — Любовь Яровая (фильм-спектакль) — Елена Ивановна Горностаева, профессорша
- 1978 — Власть тьмы (фильм-спектакль) — Матрёна
- 1978 — Расмус-бродяга — фру Хетберт
- 1979 — Мамуре — Элоиза, дочь Селины Муре, 75 лет
- 1980 — Скандальное происшествие в Брикмилле — миссис Твигг
- 1981 — Беседы при ясной луне (фильм-спектакль) — Ольга Сергеевна Малышева
- 1982 — Голос — художница Павла Фёдоровна
- 1984 — Жестокий романс — Ефросинья Потаповна, тётя Карандышева
- 1985 — Картина — Ольга Серафимовна Астахова, вдова художника Астахова
- 1986 — Женитьба Бальзаминова — сваха Акулина Гавриловна Красавина
- 1987 — Каменный цветок (фильм-спектакль) — Бабушка Митрофановна
- 1988 — Холопы (фильм-спектакль) — Евсеевна
- 1990 — В полосе прибоя — баба Клава
- 1990 — Сфинкс — Луиза Брониславовна
- 1990 — Очарованный странник — Татьяна Яковлевна, няня
- 1992 — 1994 — Горячев и другие — армянка у консульства
- 1993 — Сенсация — Савушкина
- 1998 — 2002 — Самозванцы — Галина Леонидовна, тетка Парамонова
- 2002 — Горе от ума (фильм-спектакль) — княгиня Тугоуховская
- 2003 — Волки и овцы — Анфиса Тихоновна, тётка Купавиной
- 2003 — Пан или пропал — тётка Торкиля по отцу (Розалинда / Белинда Хансен)
- 2003 — Свадьба Кречинского (фильм-спектакль) — Анна Антоновна Атуева, тётя Лидочки
- 2003 — На всякого мудреца довольно простоты — Манефа
- 2009 — Князь Серебряный (фильм-спектакль) — Онуфриевна, мамка царя